# Погане дівчисько (фільм, 1931)
Погане дівчисько (англ. Bad Girl) — американська драма режисера Френка Борзейгі 1931 року. Картина була представлена на премію Оскар в трьох номінаціях і отримала дві з них — за найкращу режисуру і за найкращий адаптований сценарій.

## Сюжет
Один рік з життя небагатих молодих американців. Едді Коллінз працює продавцем в магазині радіотоварів, він не багатий і змушений економити на всьому, в надії з часом відкрити власний бізнес. Едді знайомиться з Дороті Хейлі й, попри постійні насмішки її подруги Едни Дріггз, закохується в неї. Молода пара починає жити разом. Постійна зайнятість не дозволяє юнакові приділяти належну увагу своїй коханій, що значно ускладнює психологічну обстановку в сім'ї. Про те, що Дороті вагітна, Едді дізнається від Едни набагато пізніше багатьох інших знайомих. Для того, щоб заробити 350 доларів для оплати послуг найкращого акушера-гінеколога, Коллінз бере участь в нелегальних кулачних боях. Доктор, що спостерігає вагітність, дізнавшись яким чином Едді заробив гроші, відкриває для дитини банківський рахунок і перераховує туди частину свого гонорару. Незабаром у пари благополучно народжується хлопчик. Щасливі батьки в таксі везуть новонародженого додому.

## У ролях
- Саллі Ейлерс — Дороті Гейлі
- Джеймс Данн — Едді Коллінз
- Мінна Гомбелл — Една Дріггз
- Клауд Кінг — доктор Бурджесс